# ليديا كوربيت
ليديا كوربيت (بالفرنسية: Lydia Corbett)‏ هي خزافة ورسامة فرنسية، ولدت في 14 نوفمبر 1934 في باريس في فرنسا.